# Grete Treier
Grete Treier, née Grete Pedmanson le 12 décembre 1977 à Tartu, est une coureuse cycliste estonienne. Elle a notamment remporté la Coupe de France sur route 2006 et compte plusieurs titres de championne d'Estonie, en course en ligne et en contre-la-montre.

## Biographie
Grete Treier commence sa carrière cycliste internationale en 2006 au sein de l'équipe féminine italienne SC Michela Fanini. Lors de sa première course, l'Eko Tour Dookola Polski, elle remporte sa première victoire internationale lors de la quatrième étape. Elle termine également deuxième au classement général. En 2007, elle réitère sa victoire d'étape en Pologne et terminé huitième du classement général du Tour d'Italie féminin. En 2008, elle remporte une étape du Tour de Thuringe féminin avec Gauss, sa nouvelle équipe .
Après un congé maternité d'un an, elle reprend la compétition en 2010 avec son ancienne équipe SC Michela Fanini. Après deux victoires d'étapes, elle remporte le classement général du Tour féminin en Limousin 2010. Un an plus tard, elle remporte à nouveau le Tour, ce qui reste sa dernière victoire sur une course internationale.
De 2001 à 2012, Treier remporte à huit reprises les championnats nationaux de course sur route et de contre-la-montre individuel. Elle est sélectionnée à plusieurs reprises pour les championnats du monde sur route, obtenant son meilleur résultat en 2006, avec une 20e place sur la course en ligne. Elle représente son pays aux Jeux olympiques d'été de 2008 à Pékin et à ceux de 2012 à Londres, où elle termine respectivement 30e et 17e sur la course en ligne.
Après la saison 2012, Treier a mis fin à sa carrière cycliste à l'âge de 35 ans.

## Vie privée
En 2002, elle épouse son entraîneur Edgari Treier. Aux Jeux olympiques de Londres de 2012, elle était déjà mère de deux enfants et attendait son troisième.

## Palmarès
- 2006
  -  Championne d'Estonie du contre-la-montre
  - Coupe de France sur route
  - 4e étape de l'Eko Tour Dookola Polski
  - 2e de l'Eko Tour Dookola Polski
  - 2e du Grand Prix de France International Féminin
- 2007
  -  Championne d'Estonie sur route
  -  Championne d'Estonie du contre-la-montre
  - 1re étape du Tour de Pologne féminin
  - 2e du GP Liberazione
  - 2e du Tour de Pologne féminin
- 2008
  -  Championne d'Estonie sur route
  -  Championne d'Estonie du contre-la-montre
  - 4e étape du Tour de Thuringe
  - 2e du GP Carnevale d'Europa
  - 3e du Grand Prix international de Dottignies
  - 3e du Tour de Thuringe
- 2010
  -  Championne d'Estonie sur route
  -  Championne d'Estonie du contre-la-montre
  - Tour féminin en Limousin :
    - Classement général
    - 1re et 3e étapes
- 2011
  -  Championne d'Estonie sur route
  -  Championne d'Estonie du contre-la-montre
  - Classement général du Tour féminin en Limousin
- 2012
  -  Championne d'Estonie sur route
  -  Championne d'Estonie du contre-la-montre

## Classements mondiaux
| Année                                 | 2010 | 2011 | 2012 |
| ------------------------------------- | ---- | ---- | ---- |
| Classement UCI                        | 46e  | 59e  | 81e  |
|                                       |      |      |      |
| Légende : nc = non classéSource : UCI |      |      |      |